# Lija Szemtow
Lija Szemtow (ur. 25 maja 1958 w Czerniowcach) – izraelska polityk, deputowana Knesetu w latach 2006–2013.

## Życiorys
Urodzona w Związku Radzieckim. Studiowała elektronikę inżynieryjną na Uniwersytecie w Czerniowcach.
W 1980 roku wyemigrowała do Izraela. W latach 1990–2003 pracowała w państwowej firmie „Amida”.
W 1998 roku została wybrana do samorządu lokalnego w Nazarecie, a w 2003 została zastępcą burmistrza. W 2006 roku dostała się do Knesetu z ramienia partii Nasz Dom Izrael. W 2009 ponownie zdobyła mandat, jednak w kolejnych wyborach w 2013 nie udało się jej powtórzyć sukcesu.
Lija Szemtow aktywnie wspiera działalność organizacji pozarządowej ”Helping Hand Coalition” z Izraela i Marsze Życia na świecie.